# Georges Firmin
Pour les articles homonymes, voir Firmin.
Georges Firmin, né le 15 mars 1924 à Montpellier et mort le 12 novembre 2017,, est un haltérophile français, évoluant avec prédilection dans la catégorie des poids moyens.

## Biographie
En mars 1942, alors simple secrétaire de bureau, il est déjà Champion de France junior de sa catégorie, au bout de 14 mois de gymnase à peine, en totalisant déjà 305 kilos aux trois mouvements (pour à peine 18 ans). 
Il est médaillé d'argent aux Championnats d'Europe d'haltérophilie 1951, et précédemment médaillé de bronze aux Championnats d'Europe d'haltérophilie 1947 et 1948.
Il participe à deux olympiades, terminant neuvième de sa catégorie aux Jeux olympiques de 1948 à Londres (mi-lourds), et dixième en lourds-légers lors de ceux de 1952 à Helsinki.